# Sayaka Tsutsui
Sayaka Tsutsui (筒井 さやか?, Tsutsui Sayaka; Kurate, 29 settembre 1992) è una pallavolista giapponese.
Gioca nel ruolo di libero nelle SAGA Springs.

## Carriera
La carriera di Sayaka Tsutsui inizia a livello scolastico, vestendo la maglia del Liceo Higashi Kyushu Ryukoku. Diventa professionista debuttando nella stagione 2011-12 con le Hisamitsu Springs nella V.Premier League. Nella stagione successiva vince, venendo impiegata come riserva, tutte le competizioni alle quali prende parte col club: la Coppa dell'Imperatrice, lo scudetto, il Torneo Kurowashiki ed il V.League Top Match.
Gioca poi da titolare nel campionato 2013-14, vincendo ancora una volta la Coppa dell'Imperatrice, lo scudetto, ricevendo il premio di miglior libero del campionato, e il campionato asiatico per club; nell'estate del 2014 fa il suo esordio nella nazionale giapponese in occasione del Montreux Volley Masters, per poi vincere la medaglia d'argento al World Grand Prix, venendo impiegata come riserva di Yūko Sano. Nel campionato seguente vince la terza Coppa dell'Imperatrice consecutiva, per poi perdere la finale scudetto.
Nella stagione 2015-16 approda per la prima volta in un campionato estero, difendendo i colori dell'Entente Sportive Le Cannet-Rocheville Volley-Ball nella Ligue A francese, aggiudicandosi la Supercoppa francese, facendo ritorno in patria, nuovamente nelle Hisamitsu Springs, nell'annata successiva.

## Palmarès

### Club
- Campionato giapponese: 3

2012-13, 2013-14, 2017-18
- Coppa dell'Imperatrice: 5

2012, 2013, 2014, 2016, 2018
- Supercoppa francese: 1

2015
- Torneo Kurowashiki: 1

2013
- / V.League Top Match: 1

2013
- Campionato asiatico per club: 1

2014

### Premi individuali
- 2014 - V.Premier League: Miglior libero
- 2016 - Ligue A: Miglior libero